# Georges Le Bail (homme politique)
Pour les articles homonymes, voir Georges Le Bail et Le Bail.
Georges-Auguste Le Bail, né le 15 juin 1857 et mort le 3 février 1937 à Quimper (Finistère), est un homme politique français d'orientation républicaine et radicale, maire de Plozévet, député puis sénateur du Finistère.
Il est le père de Georges Le Bail-Maignan, député du Finistère de 1914 à 1918, et d'Albert Le Bail, lui aussi député du Finistère (de 1932 à 1940) et son successeur à la mairie de Plozévet.

## Biographie
Avocat, il exerce à Quimper où il devient bâtonnier. 
Il est élu maire de Plozévet en 1898, succédant à son père Lucien, en poste depuis 1870. La même année, il est élu conseiller général, siège qu'il conserve jusqu'en 1928. Après un premier échec en 1898, il est élu député du Finistère en 1902 dans la 1re circonscription de Quimper. Il siège sur les bancs de la Gauche radicale. Il s'investit beaucoup dans les questions maritimes, et, pendant la première guerre mondiale, occupe la présidence de la commission de la Marine militaire.
Battu aux élections législatives de 1928 par Jacques Queinnec, il réussit à se faire élire sénateur en décembre, lors d'une élection partielle. Il meurt en fonction en 1937.
La personnalité de Georges Le Bail est évoquée par Pierre-Jakez Hélias dans son livre Le Cheval d'orgueil.

## Ses œuvres littéraires

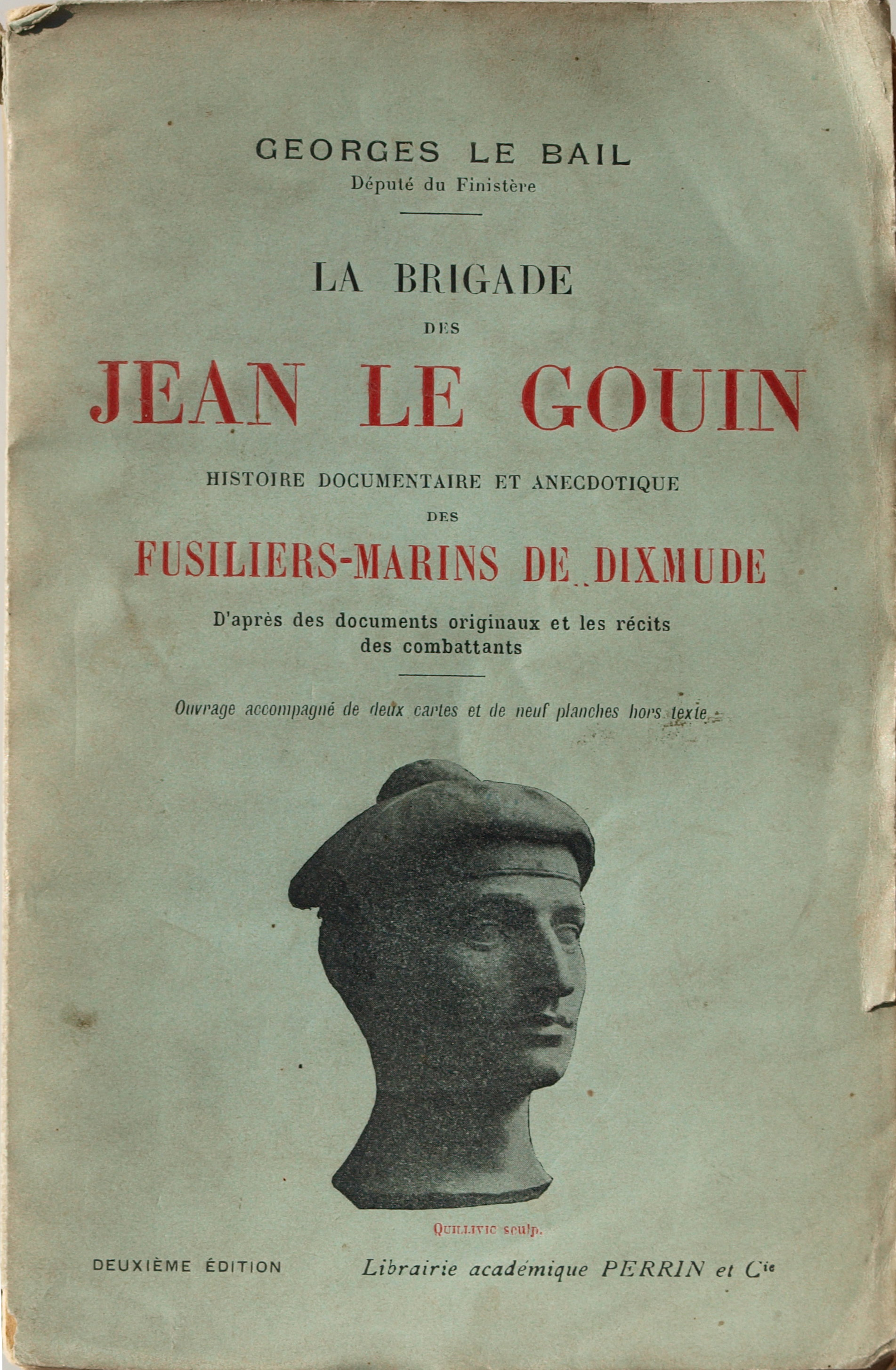
La brigade des Jean le Gouin.

- La question des congrégations : 2e lettre à mes électeurs, imp. de A. Jaouen, 1902, 28 p.
- Une élection législative en 1906 (miettes électorales), mémoires, précédés d'une étude sur le clergé breton, A. Messein, 1908, 216 p.
- L'Émigration rurale et les migrations temporaires dans le Finistère, thèse pour le doctorat (Université de Paris ; faculté de droit), M. Giard & E. Brière, 1913, 107 p.
- La brigade de Jean le Gouin : histoire documentaire et anecdotique des Fusiliers-Marins de Dixmude; d'après des documents originaux et les récits des combattants, Perrin, 1917, 338 p.
- Grands Avocats politiques : XIXe siècle, Impr.-édit. Berger-Levrault, 1934, 180 p.
- Les Pêches, l'enseignement et le crédit maritime, Chambre des députés (France), éd. P. Guillaume, 52 p.

## Sources
- « Georges Le Bail (homme politique) », dans le Dictionnaire des parlementaires français (1889-1940), sous la direction de Jean Jolly, PUF, 1960 [détail de l’édition]